# Li Zewen
Li Zewen (né le 5 décembre 1973) est un athlète chinois, spécialiste de la marche athlétique.

## Biographie
Vainqueur de la coupe du monde de marche 1995, Il remporte la médaille d'or du 20 km marche lors des championnats d'Asie 1998, à Fukuoka. Il se classe cinquième des championnats du monde 1995 et 1997, et termine quatrième en 1999.

### Palmarès
| Date | Compétition              | Lieu      | Résultat | Épreuve      | Performance     |
| ---- | ------------------------ | --------- | -------- | ------------ | --------------- |
| 1995 | Coupe du monde de marche | Pékin     | 1er      | 20 km marche | 1 h 19 min 44 s |
| 1995 | Championnats du monde    | Göteborg  | 5e       | 20 km marche | 1 h 21 min 15 s |
| 1997 | Coupe du monde de marche | Poděbrady | 4e       | 20 km marche |                 |
| 1997 | Championnats du monde    | Athènes   | 5e       | 20 km marche | 1 h 23 min 3 s  |
| 1998 | Jeux asiatiques          | Bangkok   | 3e       | 20 km marche | 1 h 24 min 41 s |
| 1998 | Championnats d'Asie      | Fukuoka   | 1er      | 20 km marche | 1 h 27 min 58 s |
| 1999 | Championnats du monde    | Séville   | 4e       | 20 km marche | 1 h 24 min 43 s |
| 2001 | Championnats du monde    | Edmonton  | 14e      | 20 km marche |                 |
| 2001 | Jeux de l'Asie de l'Est  | Osaka     | 1er      | 20 km marche | 1 h 24 min 10 s |

### Records
| Épreuve      | Performance     | Lieu      | Date          |
| ------------ | --------------- | --------- | ------------- |
| 20 km marche | 1 h 18 min 32 s | Poděbrady | 19 avril 1997 |